# Monty Python's Contractual Obligation Album
Monty Python's Contractual Obligation Album è un album dei Monty Python pubblicato nel 1980.
L'album contiene alcune loro canzoni, qualche loro sketch e qualche lavoro pre-Python.

## Tracce

### Lato A
1. Sit on My Face - 0:44
2. Announcement - 0:21
3. Henry Kissinger - 0:48
4. String - 2:19
5. Never Be Rude to an Arab - 1:00
6. I Like Chinese - 3:10
7. Bishop - 2:33
8. Medical Love Song - 2:09
9. Farewell to John Denver - 0:15
10. Finland - 2:18
11. I'm So Worried - 3:18
12. End of Side 1 announcement

### Lato B
1. I Bet You They Won't Play This Song on the Radio - 0:54
2. Martyrdom of St. Victor - 1:41
3. Here Comes Another One - 1:58
4. Library - 4:22
5. Do What John? - 0:34
6. Rock Notes - 2:11
7. Muddy Knees - 2:10
8. Crocodile - 2:34
9. Decomposing Composers - 2:43
10. Bells - 2:22
11. Traffic Lights - 1:55
12. All Things Dull and Ugly - 1:28
13. A Scottish Farewell - 0:23